# Fyrås
Fyrås is een plaats in de gemeente Strömsund in het landschap Jämtland en de provincie Jämtlands län in Zweden. De plaats heeft 67 inwoners (2005) en een oppervlakte van 70 hectare. De plaats ligt aan het meer Fyrsjön.